# Pseudoclathrozoon cryptolarioides
Pseudoclathrozoon cryptolarioides is een hydroïdpoliep uit de familie Clathrozoidae. De poliep komt uit het geslacht Pseudoclathrozoon. Pseudoclathrozoon cryptolarioides werd in 1967 voor het eerst wetenschappelijk beschreven door Hirohito. 